# Eugeniusz Kiernik
Eugeniusz Antoni Kiernik (ur. 7 października 1877 w Bochni, zm. 13 maja 1921 w Warszawie) – polski zoolog i paleozoolog, profesor anatomii weterynaryjnej. Był bratem Władysława Kiernika.

## Życiorys
W 1895 ukończył bocheńskie gimnazjum. W latach 1895–1897 studiował górnictwo w Akademii Górniczej w Lublanie, w latach 1897–1901 prawo na UJ, wreszcie w latach 1901–1905 nauki przyrodnicze na Uniwersytecie Jagiellońskim uzyskując w 1907 stopień doktora filozofii. Pracował w Katedrze Anatomii Porównawczej, najpierw w l. 1903–1906 jako demonstrator, a następnie (1906–1918) jako asystent Henryka Ferdynanda Hoyera. Uzupełniające studia w dziedzinie fauny morskiej odbył w Trieście, Helgolandzie i w norweskim Instytucie Badań Morskich w Bergen. Habilitował się w 1915 z zakresu anatomii porównawczej. W 1918 został powołany do zorganizowania Studium Weterynarii, początkowo przy Wydziale Lekarskim Uniwersytetu Warszawskiego, potem w Szkole Głównej Gospodarstwa Wiejskiego.
W czasie I wojny światowej walczył w I Brygadzie Legionów. Był komisarzem Polskiej Organizacji Narodowej w 1914 roku. Wojenne przeżycia nadwerężyły jego zdrowie, choroba żołądka zmusiła go do poddania się operacji to razem przyczyniło się do jego przedwczesnej śmierci. Pochowany został w rodzinnej Bochni.
Był wybitnym znawcą paleozoologii, prowadził badania fauny kopalnej. Ogłosił z tego zakresu wiele ważnych prac naukowych i szkiców popularnonaukowych. Opublikował Życie w nurtach oceanu (Kraków 1910) – zarys oceanografii biologicznej, jedną z pierwszych książek o tej tematyce w Polsce. W latach 1911–1913 prowadził badania paleozoologiczne w jaskiniach Polskich Tatr.
Przy współpracy z Władysławem Szaferem utworzył Komisję Ochrony Przyrody i Rezerwatu w Puszczy Niepołomickiej. W kwietniu 1919 wraz z Szaferem i Janem Kloską był członkiem pierwszej komisji rządowej, wysłanej do Puszczy Białowieskiej w celu oceny staniu zachowania pogłowia żubra. Wraz z Szaferem zabiegał (bezskutecznie) o utworzenie rezerwatu przyrody w Puszczy Białowieskiej.
Był inicjatorem powołania pierwszej polskiej placówki naukowej do badania fauny Bałtyku. 16 grudnia 1919 roku na posiedzeniu Komisji Ochrony Przyrody w Ministerstwie Wyznań Religijnych i Oświecenia Publicznego (MWROP) zgłosił pierwszą w niepodległej Polsce inicjatywę utworzenia nad Bałtykiem morskiej placówki badawczej, wzorowanej na norweskim instytucie w Bergen. 11 kwietnia 1920 roku został członkiem Komisji ds. Morskiej Stacji Doświadczalnej, a od stycznia 1921 r. kierownikiem Stacji (pomimo że sama Stacja jeszcze nie istniała - Morskie Laboratorium Rybackie w Helu powstało już po śmierci Kiernika, kontynuatorem jego tradycji jest dziś Morski Instytut Rybacki w Gdyni).